# Julian (Nebraska)
Julian – wieś w Stanach Zjednoczonych, w stanie Nebraska, w hrabstwie Nemaha.